# Squalius
Squalius is een geslacht van straalvinnige vissen uit de familie van eigenlijke karpers (Cyprinidae).

## Soorten
- Squalius agdamicus Kamensky, 1901
- Squalius albus (Bonaparte, 1838)
- Squalius anatolicus (Bogutskaya, 1997)
- Squalius aphipsi (Aleksandrov, 1927)
- Squalius aradensis (Coelho, Bogutskaya, Rodrigues & Collares-Pereira, 1998)
- Squalius aristotelis Özulu? & Freyhof, 2011
- Squalius cappadocicus Özulu? & Freyhof, 2011
- Squalius carinus Özulu? & Freyhof, 2011
- Squalius carolitertii (Doadrio, 1988)
- Squalius castellanus Doadrio, Perea & Alonso, 2007
- Squalius cephaloides (Battalgil, 1942)
- Squalius cephalus (Linnaeus, 1758) – Kopvoorn
- Squalius cii (Richardson, 1857)
- Squalius ghigii (Gianferrari, 1927)
- Squalius illyricus Heckel & Kner, 1858
- Squalius irideus (Ladiges, 1960)
- Squalius janae Bogutskaya & Zupan?i?, 2010
- Squalius keadicus (Stephanidis, 1971)
- Squalius kottelati Turan, Yilmaz & Kaya, 2009
- Squalius laietanus Doadrio, Kottelat & de Sostoa, 2007
- Squalius lepidus Heckel, 1843
- Squalius lucumonis (Bianco, 1983)
- Squalius malacitanus Doadrio & Carmona, 2006
- Squalius microlepis Heckel, 1843
- Squalius moreoticus (Stephanidis, 1971)
- Squalius orientalis Heckel, 1847
- Squalius orpheus Kottelat & Economidis, 2006
- Squalius pamvoticus (Stephanidis, 1939)
- Squalius peloponensis (Valenciennes, 1844)
- Squalius platyceps Zupan?i?, Mari?, Naseka & Bogutskaya, 2010
- Squalius prespensis (Fowler, 1977)
- Squalius pyrenaicus (Günther, 1868)
- Squalius recurvirostris Özulu? & Freyhof, 2011
- Squalius spurius Heckel, 1843
- Squalius squalus (Bonaparte, 1837)
- Squalius svallize Heckel & Kner, 1858
- Squalius torgalensis (Coelho, Bogutskaya, Rodrigues & Collares-Pereira, 1998)
- Squalius turcicus De Filippi, 1865
- Squalius ulanus (Günther, 1899)
- Squalius valentinus Doadrio & Carmona, 2006
- Squalius vardarensis Karaman, 1928
- Squalius zrmanjae Karaman, 1928